# Oligoenoplus variicornis
Oligoenoplus variicornis är en skalbaggsart som beskrevs av Aurivillius 1924. Oligoenoplus variicornis ingår i släktet Oligoenoplus och familjen långhorningar. Inga underarter finns listade i Catalogue of Life.